# Federazione Snowboard Italia
La Federazione Snowboard Italia (FSI) è una federazione sportiva italiana, riconosciuta dalla WSF World Snowboard Federation, che dal 1986 rappresenta lo snowboard in Italia. Non è affiliata al Comitato olimpico nazionale italiano.

## Storia
Lo snowboard è giunto in Italia nel lontano 1985 portato da alcuni sportivi che tornavano dagli Stati Uniti, portando con sé le prime e rudimentali tavole.
- 1986

Viene fondata a Bergamo la prima Associazione che racchiude i primi simpatizzanti e praticanti di questo sport. Il nome della Associazione è AISN Associazione Italiana Surf da Neve e la sede è a Verona in Via Marsala, 16. Il Presidente era Luigi Ballini. Tale Associazione viene riconosciuta dall'ISA International Snowboard Association.
Viene fondata dall'AISN anche la SISN Scuola Italiana Surf da Neve per la formazione dei maestri.

- 1987

Con le prime tavole a carattere industriale, viene importato il metodo d'insegnamento e vengono formati i primi maestri di snowboard. Il mondo dello sci guarda allo snowboard con indifferenza riferendosi ad esso come ad una moda di passaggio.
I soci dell'AISN aumentano in tutta Italia e si fondano i primi 50 Club aderenti all'AISN che nel frattempo organizza sia i corsi Maestri che gare anche a livello di Coppa del Mondo riconosciute dall'ISA International Snowboard Association.
Nel frattempo l'ISA è diventata ISF International Snowboard Federation

- 1988

Luciano Rizzi, attuale Presidente FSI, riesce a far cambiare la legge che proibiva di salire sugli skilift con lo snowboard senza l'uso di un secondo piccolo sci.

- 1990

Aumentati i Club e gli associati, viene cambiato il nome da AISN in FISNe Federazione Italiana Surf Neve

- 1993

Luciano Rizzi riesce a far riconoscere nella Regione del Trentino la figura del Maestro di Snowboard senza dover essere prima Maestro di Sci. Questa legge Regionale coinvolge tutta Italia ed attualmente è riconosciuto il Maestro di Snowboard, senza essere Maestro di Sci.

- 1996

In vista dell'organizzazione dei Mondiali di Snowboard, viene cambiato il nome in FSI Federazione Snowboard Italia, adattandosi meglio ai tempi e all'ambiente internazionale. Denominazione che diventa definitiva.

- 1999

Vengono organizzati i Campionati Mondiali di Snowboard ISF in Val di Sole. A tale manifestazione partecipano i migliori atleti del mondo delle varie specialità e sanciscono il riconoscimento Internazionale nel mondo dello Snowboard della FSI.

## FSI Oggi
La FSI è una tradizionale Associazione Sportiva e come scopo ha l'organizzazione e la promozione dello Snowboard. È riconosciuta da un Ente di Promozione dello Sport Italiano. È senza scopo di lucro.
Sono affiliati ad FSI circa 100 Clubs in tutte le regioni Italiane. Gli snowboarders si tesserano presso i Clubs e non direttamente in FSI. Ogni Club ha uno statuto base approvato da FSI secondo le leggi Italiane ed è composto da un minimo di 5 componenti del Consiglio Direttivo. FSI copre ogni Consiglio Direttivo di Club con una assicurazione su Responsabilità Civile sulla gestione e organizzazione del proprio Club. Il numero di tesserati è di circa 2500 annui.